# Liga de jábegas

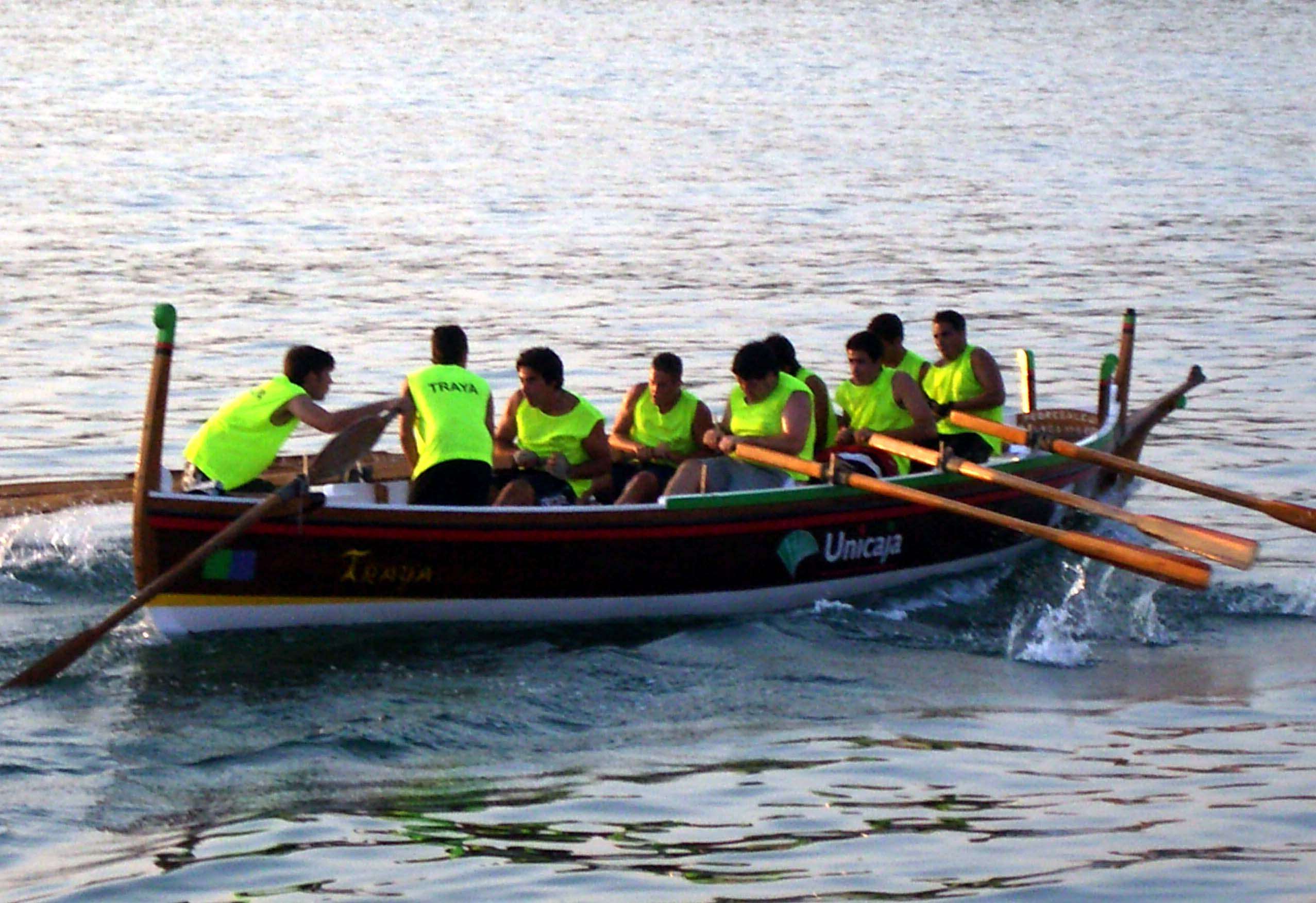
La Traya.

La liga de jábegas, anteriormente conocida como Circuito Provincial de Regatas de Barcas de Jábega, es una competición deportiva de remo que se celebra en aguas de la provincia de Málaga, Andalucía, España.
La liga consiste en una serie de regatas de barcas de remo de la modalidad de jábegas, un tipo de embarcación tradicional del litoral malagueño, y consta de varias pruebas celebradas en La Cala del Moral, El Palo, Rincón de la Victoria, Huelin, Pedregalejo y el Puerto de Málaga.
La tripulación de cada embarcación está integrada por 9 miembros: 7 remeros, “mandaor” y “animador” o “metebríos”. Las jábegas tienen un peso medio de 900 kilogramos. La eslora media es de 8,30 metros y el ancho es de 2,20 m. El puntal alcanza los 75 centímetros. Por término medio cada remero mueve un peso de 240 kg por palada.

## Historia

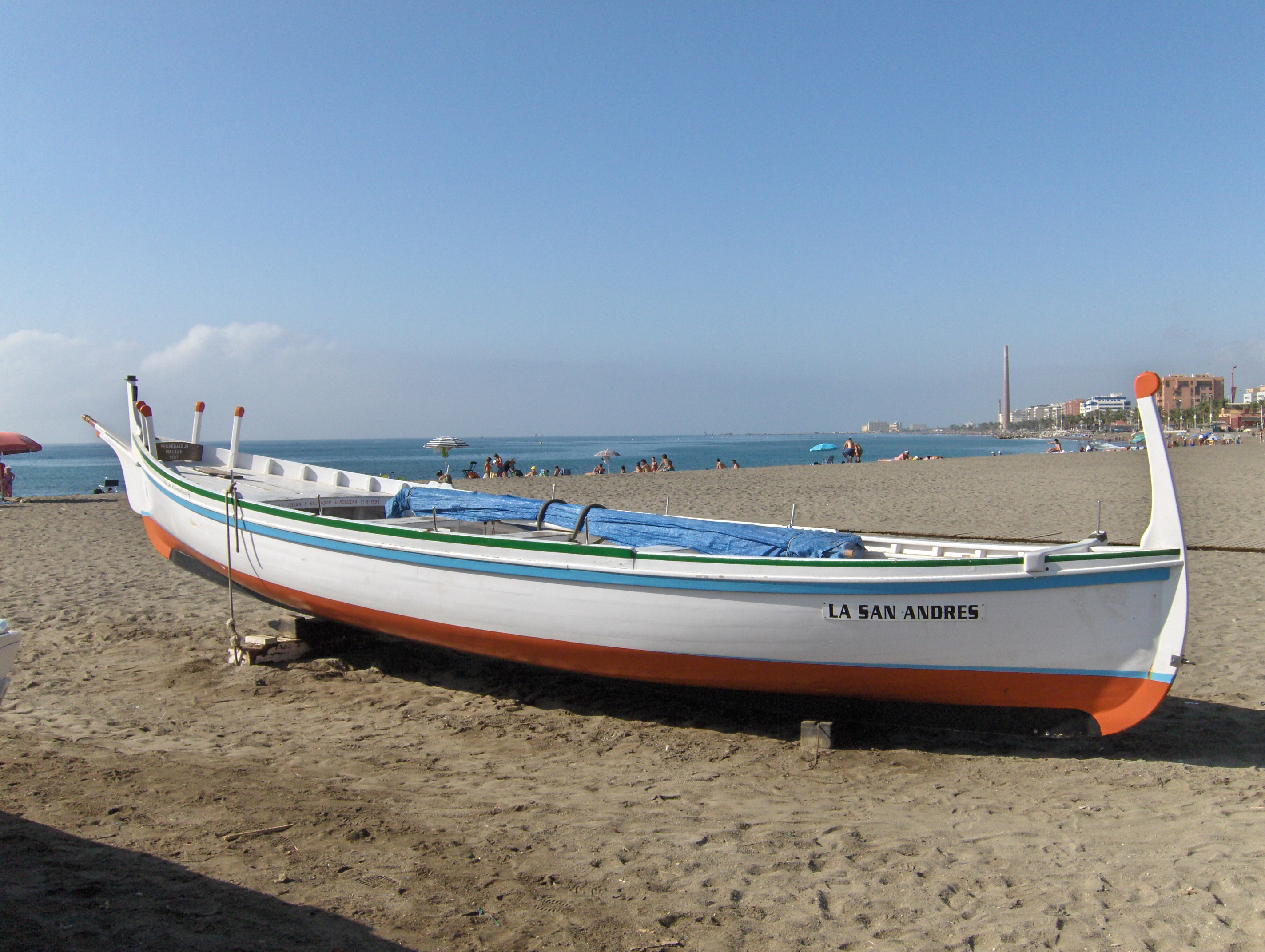
La San Andrés en la playa de Huelin.

El origen de las competiciones de barcas de jábega se remonta al siglo XIX, cuando eran organizadas por los pescadores del litoral malagueño, que fueron asimismo los responsables de su reactivación en las últimas décadas del siglo XX, tras un periodo en el que las embarcaciones tradicionales estuvieron a punto de desaparecer. Los años 1980 se consdieran el punto de partida de la era moderna de las régatas de jábegas, con el patrocinio de El Corte Inglés de la Regata del Puerto, eje del circuito.
A partir de 1996 se celebra de forma ininterrumpida la Regata del Puerto, gracias al impulso de la obra social de Unicaja y el Ayuntamiento de Málaga. En 2008 se crea un código de competición y una serie de normativas para regular las edades mínimas de los jabegotes, adscritos desde entonces a la Federación Andaluza de Remo, y el peso de las embarcaciones. En marzo de 2010 los clubes que tradicionalmente habían participado en la liga fundan la Asociación del Remo Tradicional (ART), dedicada a la difusión de la barca de jábega y la chalana, y a la organización de las competiciones.
Hasta 2010 todas las pruebas se celebraron en playas del litoral del área metropolitana de Málaga, por las dificultades que entraña desplazar las embarcaciones. En 2012 por primera vez se celebrará una regata en la Costa del Sol Occidental, concretamente en La Cala de Mijas. La liga tiene como objetivo para el futuro la organización de nuevas pruebas y la apertura de la liga a lugares más lejanos a la capital como Marbella, Torre del Mar, Nerja, Benalmádena o Fuengirola.

## Sistema de competición
La liga se divide en dos categorías: la absoluta y la veterana. En la primera, las once jábegas participantes se dividen en tres tandas eliminatorias de cuatro o tres equipos, de los que el ganador de cada semifinal y los dos mejores segundos tiempos se clasifican para la Final A, y el resto disputa la Final B.
Las mangas eliminatorias y la final se disputan a una ciaboga (ida y vuelta al campo de regatas), mientras que la Final A se disputa a dos ciabogas. La ganadora suma 12 puntos para la liga general, la segunda clasificada, 11 y así hasta los 2 puntos que consigue el undécimo clasificado.
En la categoría de Veteranos, las cuatro barcas participantes disputan una única tanda a una ciaboga y el ganador de cada regata suma cinco puntos en la general; el segundo, cuatro; el tercero, tres; y el cuarto, dos.

## Clubes participantes
Categoría absolutos
| Club                                    | Embarcación                         | Varadero              |
| --------------------------------------- | ----------------------------------- | --------------------- |
| Club Deportivo Remo San Andrés          | la San Andrés                       | Huelin                |
| Club Deportivo la Barcaza               | la Rosario y Ana                    | Pedregalejo           |

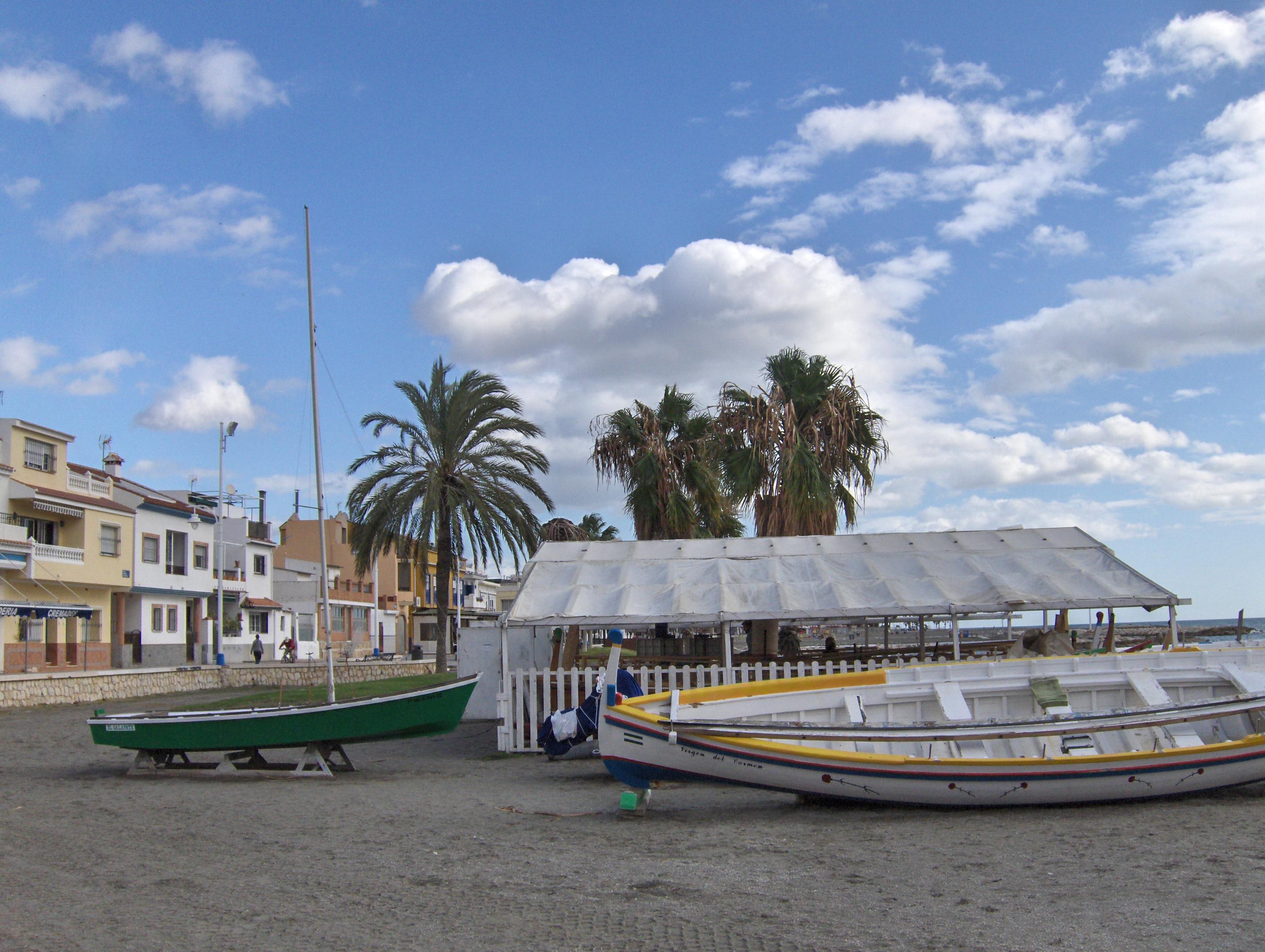
Chalana y jábega Virgen del Carmen en la playa de Pedregalejo.

| Asociación de Remo y Pala Pedregalejo   | la Traya, la Cordela y la Almoguera | Pedregalejo           |
| Club Deportivo la Espaílla              | la Araceli                          | El Palo               |
| Club Deportivo Remo La Cala del Moral   | la Virgen del Carmen                | La Cala del Moral     |
| Club de Bogadores Rincón de la Victoria | la Victoria                         | Rincón de la Victoria |

Categoría veteranos
- Asociación de Remo y Pala Pedregalejo.
- Club Deportivo la Espaílla.
- Club Deportivo Remo La Cala del Moral.

## Regatas
- Gran Premio La Cala del Moral.
- Gran Premio Rincón de la Victoria.
- Gran Premio El Palo.
- Gran Premio San Andrés.
- Gran Premio Pedregalejo.
- Gran Premio Ciudad de Málaga (Puerto).
- Gran Premio Torremolinos.
- Gran Premio Fuengirola.

## Temporadas

### Absolutos
| Año  | Ganador (puntos)   | Segundo (puntos)   | Tercero (puntos)   |
| 2012 | La Cala A (53)     | San Andrés (51)    | Pedregalejo A (46) |
| 2011 | Mediterráneo (49)  | Pedregalejo B (43) | La Cala A (38)     |
| 2010 | Mediterráneo (59)  | San Andrés (50)    |                    |
| 2009 |                    | Mediterráneo (42)  | Pedregalejo (35)   |
| 2008 | Pedregalejo A (36) | San Andrés (34)    | Pedregalejo B (34) |
| 2007 |                    |                    |                    |
| 2006 |                    |                    |                    |
| 2005 | la María Juliana   | la Traya           | la San Andrés      |
| 2004 | la María Juliana   | la Traya           | la Victoria        |
| 2003 | la María Juliana   | la Traya           | la Victoria        |
| 2002 | la Victoria        | la San Andrés      | la Rosario y Ana   |

### Veteranos
| Año  | Ganador (puntos)  | Segundo (puntos)   | Tercero (puntos)   |
| 2012 | Pedregalejo       | La Cala            | La Espaílla A      |
| 2011 | Mediterráneo (33) | Pedregalejo A (22) | La Espaílla A (14) |
| 2010 | Mediterráneo (25) | Pedregalejo (19)   | La Espaílla A (16) |